# Drømmen om Danmark
Drømmen om Danmark er en dansk dokumentarfilm der satte sit præg på den offentlige debat i 2015/16, da flygtningestrømmen til Danmark var på sit højeste. Filmen fik premiere på CPH:DOX, hvor den blev nomineret til en F:ACT Award og tv-premieren var på DR1 i et primetime slot søndag aften med genudsendelser på DR2 (over 300.000 seere). Filmen har efterfølgende sat forholdene for uledsagede flygtningebørn til debat både national og internationalt.
Michael Graversens dokumentariske hovedværk er filmen Drømmen om Danmark (2015), hvor han igennem knap fire år fulgte den afghanske dreng Wasiullah, som er én af de uledsagede flygtningebørn, der hvert år forsvinder fra Danmarks asylcentre. Michael Graversen opnåede unik adgang og fulgte Wasiullah fra tiden på asylcentret, under jorden i København og videre gennem hans illegale rejse ned gennem Europa og til Italien, hvor han endte med at miste hukommelsen efter at have boet som hjemløs og ventet på asyl i 14 måneder.
"Hvad der er på spil i portrættet, er de menneskelige konsekvenser af en ungdomsopvækst som randeksistens uden andet at klynge sig til end håbet om engang at blive lukket ind. Wasis Sisyfos-tilværelse er et gribende indspark i flygtningedebatten, og Drømmen om Danmark er noget så sjældent som en vigtig film." – Niels Jakob Kyhl Jørgensen, Ekko
Filmen skabte debat om de uledsagede flygtningebørns vilkår i Danmark i landsdækkende medier som DR, TV2, radio og dagbladeog instruktør Michael Graversen er efterfølgende optrådt som debattør og fortaler for de uledsagede. I 2016 blev han hædret med Salaam Filmpris 2016 for sit mangeårige arbejde og film om de uledsagede flygtningebørn, der også tæller forløberen Ingenmandsland fra 2013. Instruktøren var den første til at lave film om og dokumentere de uledsagede flygtningebørns liv og hans arbejde er derfor blevet beskrevet som pionérarbejde.
"Drømmen om Danmark" har ikke kun sat sit præg på den nationale debat i Danmark, men også internationalt. I forbindelse med visninger i Australien, USA og Europa og især de steder hvor flygtningesituationen har været presserende har filmen skabt omtale i landsdækkende medier. Efter visningen på den østrigske hovedkanal ORF var der en times debat om menneskerettigheder og bl.a. ABC News lavede et længere indslag og interview med instruktøren. Ved premieren i Grækenland skrev Huffington Post: ""My favorite was Michael Graversen’s Dreaming of Denmark, which directly puts you in the shoes of an Afghan teenager who, unable to get residency in Denmark and afraid to be deported, leaves Denmark with nothing on his back to find a new life in Italy".
Filmen blev nomineret til årets dokumentar ved TV Prisen 2017 og har vundet flere priser internationalt – bl.a. Amnesty International Award i Italien
Efter filmens tv-premiere startede instruktøren sammen med Annemette Lustü El-louanzari en crowdfunding kampagne til fordel for filmens hovedperson Wasiullah. Der blev samlet næsten 60.000 kroner ind, som Wasiullah senere brugte til at erhverve sig et kørekort samt købe sig ind i et lokalt pizzeria, som han driver med en ven i Italien.

## Festivaler og priser
- Amnesty Award, Giffoni International Film Festival
- 2. pris bedste dokumentar, Giffoni International Film Festival
- Lübeck, Nordische Filmtage
- Japan Prize, International Educational Program Contest
- Helsinki International Film Festival
- Human District, Beograd
- Salaam Film & Dialog / Salaam Filmfestival
- Human Rights Watch Film Festival, Amsterdam
- Bucharest One World, Romania
- Document Human Rights Film Festival, Glasgow
- Human Rights & Arts Film Festival, Melbourne
- BUFF International Children's Film Festival, Malmø
- Thessaloniki Documentary Festival
- CPH:DOX, F:ACT Award nominee